# Grewia rhamnifolia
Grewia rhamnifolia är en malvaväxtart som beskrevs av Heyne och Albrecht Wilhelm Roth. Grewia rhamnifolia ingår i släktet Grewia och familjen malvaväxter. Inga underarter finns listade i Catalogue of Life.